# Microrégion de Paranavaí
La microrégion de Paranavaí est l'une des trois microrégions qui subdivisent le Nord-Ouest de l'État du Paraná au Brésil.
Elle comporte 29 municipalités qui regroupaient 263 088 habitants en 2006 pour une superficie totale de 10 182 km2.

## Municipalités[1]
- Alto Paraná (Brésil)
- Amaporã
- Cruzeiro do Sul
- Diamante do Norte
- Guairaçá
- Inajá
- Itaúna do Sul
- Jardim Olinda
- Loanda
- Marilena
- Mirador
- Nova Aliança do Ivaí
- Nova Londrina
- Paraíso do Norte
- Paranacity
- Paranapoema
- Paranavaí
- Planaltina do Paraná
- Porto Rico
- Querência do Norte
- Santa Cruz de Monte Castelo
- Santa Isabel do Ivaí
- Santa Mônica
- Santo Antônio do Caiuá
- São Carlos do Ivaí
- São João do Caiuá
- São Pedro do Paraná
- Tamboara
- Terra Rica